# Johann Wiegand Christian Erdmann
Johann Wiegand Christian Erdmann (* 2. Juli 1764 in Nordenham; † 19. April 1842 in Zwischenahn) war ein deutscher Verwaltungsjurist und Herzoglich-Oldenburgischer Kammersekretär. Während der französischen Okkupation des Herzogtums wurde er als Maire von Oldenburg eingesetzt und stieg später zum Geheimen Hofrat auf.

## Karriere
Erdmann war der einzige Sohn des Auktionsverwalters Johann Gottfried Levin Erdmann (1718–1775) und der Eleonore Louise geb. Rademacher (1729–1800). Er besuchte das Alte Gymnasium in Oldenburg und studierte von 1784 bis 1787 Rechtswissenschaft und Kameralistik an der Universität Göttingen.
Nach Beendigung des Studiums wurde er als Advokat in Oldenburg zugelassen. Seine Praxis ließ ihm genügend Zeit für seine naturwissenschaftlichen und literarischen Interessen sowie für ein intensives gesellschaftliches Leben. Schon in Göttingen war er Freimaurer geworden und schloss sich in Oldenburg dem kleinen Kreis der Aufklärer um Gerhard Anton von Halem an. 1788 wurde er Mitglied der Literarischen Gesellschaft und gründete selbst eine Journal–Lesegesellschaft. Außerdem veröffentlichte er einige kleinere naturwissenschaftliche Aufsätze und wurde auswärtiges Mitglied der Naturforschenden Gesellschaft in Göttingen. Mit Halem und Johann Friedrich Cordes unternahm er 1790 eine ausgedehnte Reise durch Deutschland und die Schweiz nach Paris, wo die drei Oldenburger sich für die Ideen der Französischen Revolution begeisterten.
Nach seiner Rückkehr bemühte Erdmann sich um die Aufnahme in den Oldenburgischen Staatsdienst und erhielt 1791 die Stelle eines Sekretärs bei der Regierungskanzlei des zu Oldenburg gehörenden Hochstifts Lübeck in Eutin. Auf sein Drängen wurde er 1795 als Assessor an die Regierungskanzlei in Oldenburg versetzt und vier Jahre später der Hofkammer zugeteilt. Wie viele andere Beamte trat er nach der Besetzung des Herzogtums durch das Kaiserreich Frankreich in französische Dienste und wurde im Juli 1811 zum Maire der Stadt Oldenburg und zum Mitglied des Consiels (Staatsrats) des Weserdepartements ernannt. Als im März 1813 die französische Herrschaft in Nordwestdeutschland scheinbar wankte, legte er sein Amt als Maire nieder und unterstützte die Vorschläge des Kanzleirats Albrecht Ludwig von Berger zur Einsetzung einer Administrativkommission, die die Ordnung nach dem Abzug der französischen Behörden aufrechterhalten sollte.
Nach der Rückkehr der Franzosen gelang es Erdmann, seine Verbindung zu dieser Kommission zu verschleiern, deren führende Mitglieder zum Tode verurteilt und erschossen wurden – darunter auch Berger. Zwar wurde auch Erdmann verhaftet und in Bremen vor ein außerordentliches Gericht gestellt, das ihn aber aufgrund seiner geschickten Verteidigung freisprach.
Nach dem Ende der französischen Herrschaft bemühte er sich vergeblich um eine Anstellung in seinem alten Wirkungskreis. Im Herbst 1814 wurde er zum Amtmann im Amt Zwischenahn ernannt. Er nahm diesen Posten nur widerstrebend an, da dieser ihn aus seinem Freundeskreis und aus dem gewohnten gesellschaftlichen Umfeld riss. Er arbeitete sich allerdings rasch in seinen neuen Dienstbereich ein, wurde 1828 zum Oberamtmann befördert und 1838 mit dem Titel Geheimer Hofrat ausgezeichnet. Erdmann starb 1842 in Zwischenahn.

## Familie
Erdmann war seit dem 29. Januar 1793 verheiratet mit Margarethe Dorothea Elisabeth geb. Ranniger (1771–1849), der Tochter des Eutiner Gastwirts und Weinhändlers Wulf Heinrich Ranniger und der Katharina Elisabeth geb. Wiesener. Von den vier Kindern des Ehepaares wurde Theodor (1795–1893) Regierungspräsident des Großherzogtums Oldenburg. Die Tochter Louise Sophie Elisabeth (1793–1880) heiratete den Leibarzt und Staatsrat Daniel Bruel (1786–1858).